# 向井滋春
向井 滋春（むかい しげはる、1949年1月21日 - ）は、日本のジャズ・トロンボーン奏者。

## 来歴
愛知県名古屋市出身。愛知県立熱田高等学校に入学時に吹奏楽でトロンボーンを始めたのがこの世界に入るきっかけになった。同志社大学入学時にはサードハード楽団に参加し、2年からはモダン・ジャズ・バンドにも参加しトロンボーンの腕前を磨いた。1971年に上京して、大友義男・川崎遼のバンドで研鑽する。1976年にプロ・デビューし『For My Little Bird』を発表する。
1979年に約1年間ニューヨークに在住しフュージョン・ジャズに触発を受ける。この時に多くのアメリカで活躍していた各国のジャズ・ミュージシャンらの知己を得た。日本に帰国後はフュージョン・バンドを結成し、その後の向井のアルバムに各国のジャズ・ミュージシャンが多数セッション参加する動機となった。
1970年代後半からは、山下達郎のアルバム『SPACY』や寺尾聰のアルバム『Reflections』に参加するなど、スタジオ・ミュージシャンとしても数多くの作品に参加した。
1980年代には渡辺香津美の「KYLYN BAND（キリンバンド）」や松岡直也によるラテン・フュージョンバンド「松岡直也&ウィシング」などにも参加した。1980年代後半には親日家であるエルヴィン・ジョーンズが日本で結成したバンド「ジャパニーズ・ジャズ・マシーン」に参加してエルヴィンとともに約3年間、日本中を回り演奏活動をした。エルヴィンとの演奏を通してフュージョン・ジャズからモダン・ジャズの良さを改めて再認識し、その後の演奏に大きな影響を与えた。
1999年、『STANCE』（BMGビクター）の録音でマルグリュー・ミラー、ニコラス・ペイトンと共演した。洗足学園音楽大学音楽学部ジャズ科発足後以来客員教授を務め、2012年からは講師も兼任している。

## ディスコグラフィ
| No. | 発売日         | タイトル                                            | 備考 |
| --- | -------------- | --------------------------------------------------- | --- |
| 1   | 1975年3月25日  | For My Little Bird                                  | 向井滋春クインテット（向井滋春、高橋知己、古野光昭、元岡一英、亀山憲一郎）ゲスト：今村裕司、土岐英史、大徳俊幸                                                                 |
| 2   | 1975年12月25日 | むかい風 A HEAD WIND                                | 向井滋春クインテット（向井滋春、高橋知己、元岡一英、望月英明、古澤良治郎） |
| 3   | 1977年         | スペイシング・アウト                                | 清水靖晃、渡辺香津美、大徳俊幸、古澤良治郎、元岡一英、川端民生、横山達治とのセッション                                                                                         |
| 4   | 1979年2月      | ヒップ・クルーザー                                  | 植松孝夫、元岡一英、渡辺香津美、橋本信二、真鍋信一、古澤良治郎、横山達治、吉田和雄、三島一洋、ベラ・マリア、山木秀夫、大徳俊幸、大貫妙子とのセッション                         |
| 5   | 1980年10月     | プレジャー                                          | 松岡直也、ウォーレン・バーンハート、ホルヘ・ダルト、川崎燎、ジェフ・ミロノフ、ニール・ジェイスン、スティーヴ・ガッド、ラファエル・クルス、ナナ・ヴァスコンセロスとのセッション |
| 6   | 1981年2月25日  | マルガリータ                                        | 向井滋春MORNING FLIGHT（向井滋春、佐山雅弘、廣木光一、斉藤誠、トニー木庭）ゲスト：ペッカー                                                                                     |
| 7   | 1981年12月25日 | ライヴ97                                            | 向井滋春MORNING FLIGHT（向井滋春、佐山雅弘、廣木光一、斉藤誠、トニー木庭）ゲスト：宮野弘紀、ペッカー、Martin Willweber、三島一洋 六本木ピット・インでのライヴ                  |
| 8   | 1982年         | ORISSA                                              | 津垣博道、高橋ゲタ夫、トニー木庭、ペッカー、川崎遼、塩次伸二、宮野弘紀とのセッション                                                                                           |
| 9   | 1983年2月      | SO&SO                                               | アストラッド・ジルベルト、ホルヘ・ダルト、イリアーヌ・イリアス、ジェフ・ミロノフ、アンソニー・ジャクソン、オマー・ハキム、マノロ・バドレーナとのセッション                     |
| 10  | 1984年5月21日  | ヤポネシア                                          | 向井滋春オリッサ（向井滋春、津垣博通、加藤崇之、高橋ゲタ夫、ヤヒロ・トモヒロ） ゲスト：古澤良治郎、山岸潤史、塩次伸二、三島一洋、細畑洋一、ウィリー長崎                        |
| 11  | 1991年         | On the Wing                                         | ライブ盤 |
| 12  | 1992年12月21日 | ザ・デイズ・オブ・ベターデイズ                      | アストラッド・ジルベルト、アンソニー・ジャクソン、渡辺香津美とのセッション |
| 13  | 1994年2月23日  | J5向井滋春Jクインテット・フィーチャリング・大西順子 | 大西順子、山口真文、ロドニー・ウィテカー、グレッグ・ハッチンソンとのセッション                                                                                                 |
| 14  | 1997年4月19日  | BETTER DAYS OF SHIGEHARU MUKAI                      | |
| 15  | 1999年4月21日  | スタンス                                            | 村田陽一、マルグリュー・ミラー、ビリー・ハート、ルーファス・リード、ニコラス・ペイトン、ジョン・スタブルフィールド とのセッション                                              |
| 16  | 2001年1月12日  | SUPER 4 BRASS                                       | 岡野等、緑川英徳、岡淳、今泉正明、山下弘治、田鹿雅裕とのセッション |
| 17  | 2002年6月28日  | 室内楽団八向山                                      | 山下洋輔、八尋知洋とのセッション |
| 18  | 2003年5月27日  | 向井滋春クインテットLIVE@BODY&SOUL                  | 多田誠司、今泉正明、古野光昭、江藤良人とのセッション |
| 19  | 2003年5月25日  | 向井滋春FOUR TROMBONES                              | 佐藤春樹、中路英明、堂本雅樹、今泉正明、山下弘治、安藤正則とのセッション |
| 20  | 2004年4月20日  | Jazz Strings                                        | 里見紀子、高橋亜聖、成谷仁志、平山織絵、今泉正明、山下弘治、岡部洋一とのセッション                                                                                             |
| 21  | 2008年5月28日  | プレイズスタンダード                                | 池田篤、道下和彦らとのセッション |
| 22  | 2011年12月14日 | Stretch Over                                        | 小島伸子、福田重男、山下弘治、小山太郎とのセッション 向井初プロデュース |

他に、Favorite Time（1976年）などがある。

## DVD
- 向井滋春クインテットLIVE@BODY&SOUL

## 受賞
- 新宿ジャズ賞 （1975年）